# Circolare 7000
La Circolare 7000, emanata il 3 ottobre 1938, contiene le direttive per dare profondità al sistema difensivo mediante postazioni costituite da semplici casematte in calcestruzzo, dette "Postazioni 7000" o "Appostamenti Pariani", dal nome del Capo di Stato Maggiore che firmò la circolare.

## Estremi della circolare
| Autorità emittente        | MINISTERO DELLA GUERRA Comando del Corpo di Stato Maggiore - Ufficio Operazioni I - Sezione 1ª |
| Luogo di emissione e data | Roma, 3 ottobre 1938 - anno XVI                                                                |
| Protocollo                | N° 7000 di prot. Segreto                                                                       |
| Allegati                  | nessuno                                                                                        |
| Oggetto                   | Direttive per l'organizzazione difensiva.                                                      |
| Firma                     | IL CAPO DI S.M. DELL'ESERCITO A. Pariani                                                       |

## Sintesi del documento
La Circolare 7000 è organizzata su otto punti. Lo stile si differenzia notevolmente da quello delle circolari precedenti perché il generale Pariani, invece di usare l'usuale linguaggio burocratico, fornisce le direttive scrivendo in prima persona.

### Circolare 7000 - Direttive per l'organizzazione difensiva
I.- Limitazioni di carattere finanziario hanno fatto sì che l'organizzazione difensiva delle frontiere fosse affidata ad un numero ridotto di opere, conferendo alle sistemazioni difensive l'aspetto di una sottile linea. È quindi necessario provvedere a dare profondità al sistema.
II.- La profondità si deve ottenere con due rimedi:

a)- trasformando le linee di copertura in strisce di profondità varie a seconda del terreno e delle possibilità di attacco nemiche;

b)- organizzando sulle direttrici principali degli sbarramenti arretrati destinati ad entrare in funzione contro elementi celeri, nel caso di sfondamento della linea di copertura.
III.- Per la sistemazione della linea di copertura occorre tenere presente:

a)- Le circolari 200 e 800 hanno creato con opere complesse la robusta imbastitura della sistemazione difensiva di copertura. Per completarne l'azione bisogna procedere con nuovi criteri più semplici ed economici.

b)- Si tratta di sovrapporre agli attuali tiri incrociati un complesso di tiri essenzialmente frontali per ottenere un reticolato di fuoco che copra la zona nella quale il nemico deve avanzare per l'attacco.

c)- La sistemazione difensiva di copertura non ammette angoli morti, che devono essere eliminati con mitragliatrici traditrici o di infilata. Dove è possibile si ricorra a mortai da 45 o da 81.

d)- I provvedimenti di cui alle lettere b)- e c)- varranno anche a dare quella profondità alla sistemazione difensiva che ora manca assolutamente.

e)- Le singole armi devono avere settori ben definiti. Il soldato deve far fuoco quando il nemico si presenta nel suo settore di tiro, quindi questo deve essere unico e limitato. Se si tratta di lavori già eseguiti o se è necessario che una mitragliatrice abbia vari settori, deve essere nettamente precisato quale va considerato come essenziale.
IV.- Gli sbarramenti arretrati dovranno essere predisposti con una interruzione stradale battuta da artiglierie e mitragliatrici.

Per l'azione vicina si potrà ricorrere ad una o due opere complesse di fondo valle, mentre il resto dovrà essere realizzato con semplici postazioni.

V.- In sostanza sono previsti due tipi di opere:

a)- quelle complesse, con più armi, depositi, ricoveri, dotazioni, ecc., che costituiscono i capisaldi sulle grandi direttrici. Esse dovranno rispondere per resistenza alle azioni nemiche;

b)- le semplici postazioni protette per mitragliatrici, che debbono costituire un sistema che:

- cerca la sua protezione nella buona ubicazione e nella piccolezza del manufatto;

- trova la sua efficienza nel numero delle postazioni e nel loro scaglionamento in profondità.
VI.- Le opere hanno bisogno di adeguati mezzi per poter entrare in azione. Al comando (cervello) occorrono gli occhi (osservatori) per vedere e i nervi (collegamenti) per trasmettere gli ordini. Il trinomio occhi-cervello-nervi deve essere curato ovunque, dalla grande organizzazione settoriale ai centri di fuoco.
VII.- L'Ispettorato dell'arma del genio dovrà stabilire dei tipi orientativi di opere:

a)- complesse resistenti al medio calibro;

b)- semplici postazioni per far fronte alle armi di accompagnamento della fanteria;

c)- semplici postazioni per far fronte alle artiglierie di piccolo calibro;

d)- semplici postazioni per far fronte ai tiri di lancio di medio calibro;

e)- semplici postazioni per far fronte ai tiri di sfondo di medio calibro.

Con orientativo si intende che il tipo deve servire solo a dare indicazioni per il lavoro da svolgere caso per caso in funzione del terreno e dello scopo affidato.
VIII.- «Desidero avere al più presto studi e progetti rispondenti a queste direttive. Questi dovranno essere fatti per singola direttrice principale con allegati gli studi per le direttrici secondarie che confluiscono nella principale.»